# Exotheca
Exotheca là một chi thực vật có hoa trong họ Hòa thảo (Poaceae).

## Loài
Chi Exotheca gồm các loài: